# Rita Pogosova
Rita Levonovna Pogosova, (Russisch: Рита Левоновна Погосова; Bakoe, Azerbeidzjaanse SSR, Sovjet-Unie, 6 december 1948) is een voormalig professioneel tafeltennisster die uitkwam voor de Sovjet-Unie.
In 1969 werd zij met het team wereldkampioen in München namens de Sovjet-Unie.

## Belangrijkste resultaten
- WK
  -  Goud met het team in 1969.
- EK
  -  Goud met het team in 1970.
  -  Zilver met het team in 1966.
  -  Zilver met het team in 1968.
  -  Zilver in het gemengd dubbelspel in 1970 met Sarkis Sartsjajan.
  -  Brons in het enkelspel in 1970.
  -  Brons met het team in 1972.